# Histoire du Ceará

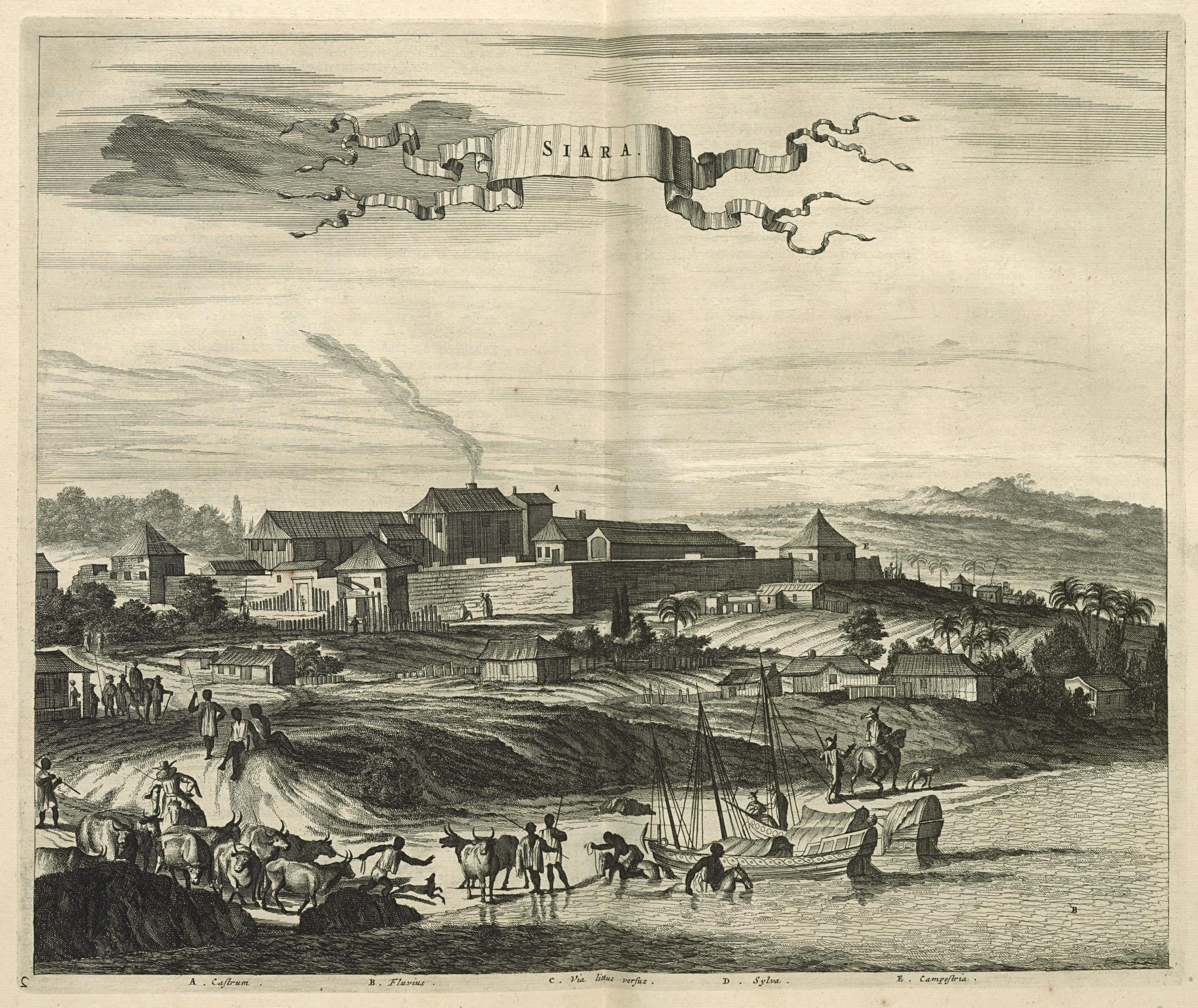
Le Ceará au XVIIe siècle, gravure hollandaise de Jacob van Meurs, 1671.

L'histoire du Ceara est marquée dès la fin du Moyen Âge par l'invasion du terroire par des commerçants et chercheurs de métaux précieux, qu'ils soient Français, Hollandais ou Portugais.

## XVIesiècle

### Commerce avec les Normands
Dès la fin du XVIe siècle, les habitants du littoral du Ceara commercent avec les Normands. Les sols étant  « impropres à sa culture », il n'a  « pas un intérêt économique mobilisateur pour les Portugais » mais dès 1605, le Portugal exclut les étrangers du trafic colonial dans cette région.

### Expédition esclavagiste de Pero Coelho de Souza en 1603
Au Brésil portugais, dès 1550, la prise de captifs était devenue le « mobile principal des guerres menées contre les autochtones », malgré son effet économique prédateur, « soustrayant à l’économie indigène plus de producteurs que n’en utilisent les colons », et c'est « la première activité économique stable des groupes de population qui ne se consacraient pas à l’industrie sucrière ».
C'est aussi le  « projet explicite de la première tentative d’occupation du littoral du Ceara par Pero Coelho de Souza », qui reçoit en 1603 le titre de capitaine général du Ceara pour explorer, coloniser et empêcher le commerce des indigènes avec les étrangers,.
Vers 1590, Coelho, en expédition à la serra d'Ibiapaba, avait « capturé une dizaine de Français » et signalé qu'ils  « coupaient du bois et recherchaient les métaux précieux ».
Sans volonté de colonisation économique, son expédition de 1604 qui remonte la rivière Jaguaribe, jusqu' à la serra d'Ibiapaba recherche avant tout à capturer des esclaves amérindiens, « au profit de l’économie sucrière », mais tourna rapidement court  après des conflits avec les Amérindiens aidés de quelques Français.

### Le rapport Moreno de 1614
Le sergent-major Diogo de Campos Moreno l'accompagnait. Il rédige une décennie plus tard, en 1614, Un rapport attestant que Pero Coelho de Souza a réduit les Indiens de la Microrégion d'Ibiapaba et du fleuve Jaguaribe en esclavage,, via un affrontement armé avec les tabajaras. 
De plus, environ 800 Indiens qui l'avaient accompagné ont également été réduits en esclavage, dont 200 revendus pour financer l'expédition. Ces exactions esclavagistes, réalisées à titre privé, « éloignent immédiatement les populations cearences et désorganisent l’économie indigène de cette région très peuplée » , même s'il s'agit de chasseurs-cueilleurs « beaucoup plus mobiles que les agriculteurs », qui « ne conservent que peu de vivres » et parviennent à y résister.
Cette expédition de Pero Coelho de Souza en 1603-1604 causa un « scandale politique » car il avait  « fait esclaves non seulement des Indiens vaincus en guerre comme c’était la coutume, mais aussi des Indiens alliés », en  violation des règles portugaises, obligeant à les renforcer. Il avait érigé en 1604 le fort de São Tiago da Nova Lisboa à l’embouchure du Rio Ceará, abandonné en 1605 à cause d’une sécheresse pour se replier au Forte dos Reis Magos à Natal. 
L'expédition de Pero Coelho de Souza suscita aussi une  « forte pression sur les Indiens de la région » à s’enfuir. Ces troubles amenèrent aussi plusieurs « Tobajares », les « Miarigois » du Père Yves d'Evreux, à quitter cette région pour se retirer près de la rivière Mearim au Maranhao. Martim Soares Moreno, qui accompagnait Pero Coelho de Sousa en 1604, se hasarda alors en 1614 faire une reconnaissance au Maranhao français, sans insister.

### Émigration vers les colonies françaises
Partie en janvier 1604 pour explorer l'embouchure de la rivière de Cayenne puis la baie de l'Oyapock, l'expédition du français Daniel de la Touche avait poussé plus au sud vers l’île de Maragnan (Maranhāo) dans la baie de Sao Marcos au sud de l’Amazonie, à la confluence d’estuaires, facilitant une large pénétration vers l’arrière-pays et un premier contact avec les indigènes Tupinambas. Daniel de la Touche leur avait proposé alors de devenir des sujets français en échange de la protection contre les Portugais. Ils reviennent en France l'année suivante accompagnés de l'amérindien Yacopo de la tribu des Caripous qu'ils présentent à la cour. 
Daniel de la Touche avait ensuite lancé une seconde expédition  à destination du Brésil en 1609,  précédant la fondation au début des années 1610 de la colonie française du Maranhao, via une troisième expédition en 1612, concrétisant après sa mort le projet d’Henri IV d’une France équinoxiale.
La Ravardière, appelé aussi Daniel de La Touche, amena alors en 1609 des tribus Potiguara « perdues dans la forêt lors d’une migration religieuse », trouvées près de la « riviere de Toury à 600 lieues de Recife,, ,,, probablement le Río Turiaçu au nord du Maranhão, où les premiers Tupinambas venaient d’arriver du Ceará.

### Mission des jésuites Pinto et Figueira, sanctions contre les esclavagistes
Entre temps, côté portugais, le gouvernement portugais du Brésil cherche à « remédier au désordre » par la mission des jésuites Pinto et Figueira, chargés de catéchiser les Amérindiens, qui assassinent le premier. François Pinto et Louis Figueira partirent du Pernambouc en 1607. Les Jésuites avaient obtenu en novembre 1595 que soient définies les conditions de la ”guerre juste” aux païens, permettant de circonscrire la légitimité de l’esclavage indigène. 
Le gouvernement portugais du Brésil fait aussi condamner en justice J. Soromento, qui avait été envoyé en 1605 porter secours à Coelho en difficulté, mais qui avait troqué les biens confiés contre des captifs revendus à Recife et au Paraiba. Le gouverneur portugais s’opposa alors à la commercialisation de ces captifs, en soulignant qu'il ne fallait « pas effrayer les Indiens par une mise en captivité qu’ils craignent tant ».
Une économie de l'échange commercial est ensuite jugée par les Portugais plus efficace, mais aussi indispensable pour obtenir la “pacification” des amérindiens Tapuia, grâce à des biens troqués issus de la fortune personnelle de Martins Soares Moreno et des bateaux de corsaires dont il s’empare avec des alliés indiens. 
Au cours de la seule année 1611, Moreno, qui est alors « le premier occupant portugais » durable sur ce territoire, prétend ainsi « avoir décapité plus de deux cents Flamands et Français » et leur avoir pris trois embarcations.
Le 22 février 1612, les prêtres Diogo Nunes et Gaspaire de S. Pères, Portugais, baptisent le célèbre Felipe Camarrao, chef des Amérindiens potiguaras, dans son village d’Ygapó, ce qui va leur profiter dans la poursuite de la conquête du Ceará, originaire du Rio Grande, comme son frère Jacauna, qui va lui aussi servir dans la guerre contre les Hollandais, sous le nom de Jean d’Almeida, et dont Duarte Coelho de Albuquerque fait l’éloge dans ses mémoires. Au cours de la même année 1612, le portugais Martim Soares Moreno construit la forteresse de São Sebastião sur la rive droite de l’estuaire du Ceará, au même site que le São Tiago de 1603 érigé par Pero Coelho de
Sousa, mais cette fois dans le cadre de la campagne d’expulsion des Français de Maranhão.
En juin 1613 part du port de Recife la première expédition au Maranhão, qui fait étape à la forteresse de Notre-Dame de l’Amparo, au bord du Ceará, non loinde l’île occupée par les troupes françaises, sur ordre de Ravardiére. Elle a laissé une garnison de 40 soldats dans une forteresse bâtie sous le titre de Notre Dame du Rosario.
Le 28 mai 1614 le gouverneur envoie de Recife une caravelle qui arrive à sauver la garnison des attaques du corsaire français arrivé au même moment, le capitaine François Pratz et le 23 août 1614 une autre expédition portugaise a aussi pour but de libérer le Maranhão, qui laisse un document historique de la plus haute importance, le "Voyage au Maranhão".  Le 12 octobre, le commandement du fort de l’Amparo change Stéphane de Campos, remplaçant Brito Freire.
De Pratz était parti de France le 28 mars 1614 avec onze moines et 300 nouveaux colons, portant des secours à la Ravardière. Il conduisit ensuite à Paris Gregorio Fragoso, neveu de Jeronymo de Albuquerque, chargé lui-même d'une mission diplomatique.  
Convoqué par le gouvernement portugais pour prendre part à cette guerre, le chef amérindien Felipe Camarao (la Crevette),  partit de Rio Grande et arriva dans le Maranhao le 6 septembre 1614, suivi de son frère nommé Jacauna, tous deux commandant à 30 archers, durant la lutte entre la Ravardière et Jeronymo d'Albuquerque,  dont le père avait construit le premier moulin à sucre du Pernambouc, "Nossa Senhora da Ajuda".

### Les 25 Indiens du nord du Brésil invités en 1625 aux Pays-Bas
En 1625 à Bahia, tenu par les Néerlandais puis repris par les Portugais, l'arrivée de l’armement attendu de Hollande avait été si longtemps retardé que cela fut attribué à des tempêtes. En fait, il n'avait passé les Canaries que le 5 avril. Le 22 mai, la flotte de 36 navires menée par Baldwin Henrik, appelé aussi Boudewyn Hendriksz, qui pensait que Bahia était toujours possession hollandaise, se voit causer une grande surprise et n'est pas en mesure de reprendre la ville aux Portugais, cherchant plutôt un port où soigner son équipage, en remontant vers le Nord et passant devant Olinda, où les Portugais craignent son attaque, avant d'aller mouiller à Baía da Traição.
Baldwin Henrik y fait accoster ses malades, en improvisant des fortifications temporaires. Francisco Coelho de Carvalho, premier gouverneur portugais de la région était à cette époque à Recife. A peine a-t-il entendu que Henrik avait débarqué ses hommes, qu’il a recueilli des forces du Pernambouc et Paraiba pour les déloger. Se voyant chaque jour affaibli, et craignant que les Espagnols le poursuive aussi, le commandant néerlandais a reembarqué et navigué vers Porto Rico puis Elmina, deux destinations qu'il attaque et où il subit aussi de lourdes pertes, décédant lui-même de la contagion. Les survivants, fatigués de boucaniser, découragés, voire mutinés, ont contraint leurs officiers à retourner en Hollande. 
L'historiographie portugaise retient aussi qu'en 1625 les Hollandais sont de passage sur les côtes du Ceara. Martin Soares, aidé de Jacauna et d'Amérindiens fait échouer deux tentatives de pirates hollandais de prendre de l’un des navires équipés d’artillerie et de munitions chargés de la défense du fort de Notre-Dame de l’Amparo.
Lors du séjour de mai 1625 à Baía da Traição, au sud du Ceara, pour soigner les malades hollandais, un groupe de 25 Indiens du nord du Brésil avaient été invités aux Pays-Bas, où ils passent cinq ans, répartis entre Amsterdam et Groningue. Ils y sont reçus en héros et traités avec les honneurs, et apprennent à lire et à écrire dans la langue néerlandaise. Plusieurs d'entre eux sont originaires du Ceara, notamment parmi les six qui signalent la présence de mines d'argent dans leur région, deux affirmant même qu'ils ont eu en main des échantillons. Parmi eux, les futurs chefs amérindiens protestants Pedro Poti et Antonio Parapawa. 
Le 25 juin 1626 au Ceara, le missionnaire, historien et naturaliste Frei Cristóvão de Lisboa, accompagné de quelques prêtres, faisant le voyage à travers les terres du Ceara, est en chemin assailli par une bande de 90 Amérindiens qu'ils tentent de repousser mais qui continuèrent à l’encercler.
En 1630 ou 1631, les Amérindiens enmenés de mai 1625 de Baía da Traição aux Pays-Bas, retourneront au Brésil, pour y recruter de nouveaux alliés pour les Hollandais, et leur servent aussi d'interprètes. En 1632 les hollandais ont envoyé des troupes, déterminés à occuper à nouveau le Ceara. Arrivés sur la côte, ils ont envoyé à terre quatre indigènes qui avaient été éduqués à Amsterdam, avec pour mission d’attirer les Indiens du Ceara, dans une opération de séduction. Veiga Cabral les a fait pendre, comme espions et traitres, n’admettant pas que les Amérindiens s'arrogent le droit de choisir qui dirigerait le domaine.
Certains dirigeants Potiguara deviendront connus en politique, parmi lesquels Pedro Poti et Felipe Camarão, un de ses parents, avec lequel il entretient une correspondance suivie, en tentant de la convaincre, ce dernier décidant de reste du côté des Portugais, qui l'avaient converti au catholicisme dès 1614.

### Les opérations hollandaises de 1627 et 1628
Gedeon Morris de Jonge, originaire de Zélande, avait été fait prisonnier lors des actions portugaises de 1627 et 1628 pour chasser les corsaires anglais, irlandais et hollandais de l'embouchure du fleuve Amazone puis conduit au Maranhão et emprisonné jusqu'en 1636.
Le littoral du Ceara intéressait alors déjà les navigateurs de l'Europe du Nord. Un rapport décrivant la côte septentrionale du Brésil, établi, en 1628 à Amsterdam en français, mentionne le nom de toutes les plages et rivières de la côte avec les renseignements utiles au trafic:  « sites pourvus d’eau potable, présence de soldats portugais, importance des biens de traite proposés par les indigènes ». Après sa libération, il est retourné aux Pays-Bas et a transmis une carte et des informations à la Chambre de Zélande.

### L'expédition hollandaise d'octobre 1637
Le 5 décembre 1633, Ue expédition partit de Recife vers la capitainerie voisine du Rio Grande, avec 800 hommes commandés par Van Ceulen, le lieutenant-colonel Bylsma, et l'amiral Lichthart et s'empare de la garnison de 80 Portugais, remplacée par une autre de 150 Hollandais dirigés par le major Garstman, puis repart pour Récife où elle arrive le 27 décembre 1633.
En 1637, les Néerlandais ont pris la forteresse avec l’aide de chefs autochtones locaux comme Algodão,
qui a envoyé 200 guerriers, puis installé une garnison de 40 hommes commandés par le lieutenant Van der Ham, qui sera massacrée six ans après au cours de l'hiver 1643-1644. C'est l'aide de ces indiens Potiguara qui a permis aux Hollandais de tenter cette expédition contre les Portugais dans la région du Ceara, à la recherche des mines d'argent dont ont parlé 6 des 25 Indiens qui ont séjourné pendant cinq ans aux Pays-Bas. 
Le fort San Sebastiano, future Fortaleza, sur les rives de la rivière Ceará, tombé dans un état précaire, est dans la foulée annexé par cette expédition néerlandaise de George Gartsman et Henderick Huss, le 26 octobre 1637, sous la responsabilité du lieutenant Van Hans, remplacé plus tard par Gedeon Morris de Jonge.

### Le mandat de Gedeon Morris de Jonge
Gedeon Morris de Jonge revient au Brésil et arrive au Ceará le 5 août 1638, peu après le début de la nouvelle occupation hollandaise (1637-1644), où le fort de Barra do Ceará est reconstruit, pour l'exploration des marais salants. En 1640, Gedeon Morris remplace le  gouverneur hollandais du Ceara. Il a alors remis un nouveau plan d'invasion du Maranhao voisin. Un premier projet datait de 1638, présenté en décembre par des Amérindiens qui en espérait une réduction de la pression esclavagiste portugaise. En juin 1641, tous les officiers de liaisons européens du Rio Grande sont remplacés par des Amérindiens et en août 1641, ces derniers présentent un second projet, cette fois à Gedeon Morris de Jonge, qui accompagne, comme interprète, l'expédition finalement lancée en octobre 1641 au Maranhao, dans l'espoir de trouver des métaux précieux, voire une route vers le Potosi péruvien,.
Au printemps 1643, Gedeon Morris de Jonge avertit que les Indiens du Ceara travaillant à l'extraction du sel se plaignent de ne pas avoir été payés et veulent retourner dans leurs familles et s'occuper de leurs cultures vivrières, mais son appel est entendu trop tard : un an après arrive le lin pour les payer, alors que dès le début 1644 on a retrouvé le Fort du Ceara saccagé et vide de ses habitants hollandais, qui resteront kidnappés.
Le Ceara connaîtra ainsi deux exploitations minières ponctuelles : la mise en valeur des salines de Jaguaribe qui se terminera par la révolte des Indiens en janvier 1644 et la prospection du minerai d’argent par l’expédition de Mathias Beck basée à Mucuripe, opéréré de 1649 à 1654.

### L'expédition hollandaise de 1649
Connu depuis deux décennies, le gisement argentifère est identifié avec difficulté dans Sierras de Maranguape et de Taquara, montagnes à une altitude de 552 mètres, probablement équivalentes à la toponymie de plusieurs récits d'époques évoquant en ce lieu une montagne argentifère de "Guamamme", "Guarumé" ou "Gumanré"[réf. nécessaire].
En 1649, Matthias Beck, le chef de l’expédition minière hollandaise, signale la présence des pirates. Le filon de la montagne de Maranguape s'est ensuite révélé inexploitable, mais selon d'autres sources il fut au contraire un succès[réf. nécessaire] car « sans la montagne de Guarumê, face au Ceará, les Hollandais en ont extrait une grande quantité ». L'expédition de Matthias Beck est maritime et composée de 298 personnes - soldats , marins et Indiens confondus.
La WIC a renvoyé alors en Europe en 1649 le soldat Caspar Beem, après une relation adultère avec une Portugaise mais aussi le mineur et métallurgiste Jan Faverdijn, époux d'une portugaise, car les Hollandais craignaient qu’il donne des informations cruciales aux Portugais. Tous deux  étaient stationné au Ceará, province où ils avaient placé leurs espoirs de trouver des métaux précieux, avec des expéditions en 1631-1632, 1637 puis 1649.
Un demi-siècle plus tard, une nouvelle rumeur évoquera à nouveau des métaux précieux dans le Ceara, en particulier la découverte de mines d’or dans le bassin du Jaguaribe en 1716, selon la lettre d'un père jésuite, selon qui les missionnaires sont accusés de cacher volontairement les Indiens pour les soustraire au service du roi car ces derniers allaient à ces mines d'or « souvent pour rarement en revenir, laissant femmes fils et filles qui, déshonorées, se livraient à la prostitution faute d’aliments ».
Parti de Recife le 20 mars 1649, avec 5 navires (Geele Sonne, Synegael, Vlissinge, Capodello et un sloop), Matthias Beck accoste à Mucuripe le 3 avril, après des arrêts à Paraíba et Rio Grande, pour des raisons stratégiques et techniques. Les Indiens Ceará sont à bord du Vlissinge. Le 1er avril, ils traversèrent le fleuve Jaguaribe et le lendemain la flotte atteignit la pointe d'Iguape. Trois des navires ont effectué une étude du site. À l'aube du 3 avril, la flotte part pour Mucuripe, qui est atteinte à midi.
Après des négociations avec les Amérindiens locaux, Matias Beck marche jusqu'au mont Marajaitiba le 6 avril et le 10 avril débutent la construction de Fort Schoonenborch, embryon de l'actuelle ville de Fortaleza. Il est conçu par l'architecte anglais Richard Carr et probablement ensuite agrandi au cours de la période 1649-1653, hébergeant une garnison de 108 soldats en février 1653. Dès avril 1649 débutent les travaux d’exploration du mont Itarema, lié au Maranguape, à la recherche des mines de plomb argentifère qui, selon la tradition avaient déjà été découvertes par Martim Soares Moreno.
Cette recherche des mines d'argent a été accélérée. Les plantations de manioc et de maïs se sont étendues entre les terres de la Serra da Aratanha et de la Serra de Maranguape, qui avaient été mentionnées par Guerreiro Branco. Matthias Beck exerça les fonctions d'administrateur néerlandais du Ceará jusqu'au 1er mai 1654, parvenant par la diplomatie avec les indigène à une trêve dans les conflits entre les ethnies Tupi et Tapuia. 
Fort Schoonenborch est assiégé par les Amérindiens à l'annonce de la chute de Recife. Trois mois après, le 20 mai 1654 ce sont des troupes Portugaises qui en libèrent le fort, puis opèrent le transport de la garnison jusqu'à la Barbade le 1er juin 1654. Entre-temps, la capitulation néerlandaise face aux Portugais signée au Camp de Taborda, à Recife débouche sur le traité de Taborda, qui confirme Álvaro de Azevedo Barreto comme nouveau gouverneur du Ceara.